# Onthophagus helmsi
Onthophagus helmsi är en skalbaggsart som beskrevs av Blackburn 1903. Onthophagus helmsi ingår i släktet Onthophagus och familjen bladhorningar. Inga underarter finns listade i Catalogue of Life.